# Incidente ferroviario dell'Orissa
L'incidente ferroviario dell'Orissa è stato il risultato di una collisione tra tre treni avvenuta il 2 giugno 2023 nella stazione ferroviaria di Bahanaga Bazar, nel distretto di Balasore, nello stato dell'Orissa, in India. Nell'incidente sono morte 288 persone e 1.175 sono rimaste ferite. È stato il terzo incidente ferroviario con più vittime in India, preceduto dal disastro ferroviario di Firozabad del 1995 (358 morti) e dall'Incidente ferroviario di Mansi (500-800 vittime stimate).

## Incidente

Schema semplificato della collisione

Il 2 giugno 2023 un treno passeggeri, il Coromandel Express 12841, era in viaggio tra le città di Shalimar e Chennai, rispettivamente situate nel Bengala occidentale e nel Tamil Nadu. Durante il tragitto, il treno è deragliato e successivamente è stato travolto da un secondo treno in transito tra Yeswanthpur, vicino Bangalore, e Howrah, nei pressi di Calcutta. Inoltre, un terzo treno merci, stazionato nella zona, venne coinvolto nell'incidente.
L'incidente si verificò intorno alle 19:20 ora locale della città di Balasore, entrambi i treni viaggiavano lungo i binari principali ad una velocità massima di 128 km/h. La collisione fu causata da un errato segnale di allerta.
L'impatto ha fatto deragliare 21 carrozze del Coromandel Express, scaraventandole sui binari adiacenti, e colpendo un treno merci fermo carico di minerali ferrosi.
Tre delle carrozze deragliate del Coromandel Express sono finite sul binario adiacente e hanno colpito la coda del Bengaluru-Howrah Express che attraversava la stazione nello stesso momento. Due carrozze non riservate e il furgone dei freni del Bengaluru-Howrah Express vennero deragliati. Il resto del treno, che comprendeva la motrice e 20 carrozze, è ripartito con i suoi passeggeri e ha proseguito fino a Balasore, dove è stata staccata un'altra carrozza danneggiata. Le restanti 19 carrozze hanno poi proseguito il viaggio verso la destinazione del treno, Howrah. È stato riferito che i compartimenti riservati del Bengaluru-Howrah Express non hanno registrato vittime o feriti tra i passeggeri.

## Vittime
Nell'incidente sono morte in totale 288 persone. Quasi tutte si trovavano nelle prime tre carrozze del Coromandel Express, nelle cosiddette carrozze di categoria generale, dove i passeggeri stavano in piedi.
Il 3 giugno, i funzionari del governo dell'Odisha hanno dichiarato che 1.175 persone sono state ricoverate negli ospedali a causa dell'incidente; 793 di queste sono state dimesse e 382 sono ancora in cura.

## Reazioni
Il primo ministro indiano Narendra Modi ha espresso il suo dolore per l'incidente e ha rivolto i suoi pensieri alle famiglie in lutto. Il ministro dell'interno Amit Shah ha definito l'incidente "profondamente angosciante". Il primo ministro dell'Odisha Naveen Patnaik e il primo ministro del Bengala occidentale Mamata Banerjee hanno espresso la loro preoccupazione per il disastro. Diversi leader di tutto il mondo e il Papa hanno espresso le loro condoglianze per la perdita di vite umane e hanno esteso il loro sostegno all'India.
Negli stati dell'Odisha e del Tamil Nadu è stata proclamata una giornata di lutto. Il primo ministro del Tamil ha inoltre annunciato un risarcimento di ₹5 lakh (5.600 euro) per i parenti delle persone decedute.
Molti partiti di opposizione, tra cui il Congresso Nazionale Indiano, il Trinamool Congress e il Partito Comunista d'India, hanno chiesto le dimissioni del ministro delle ferrovie Vaishnaw.
Il 9 febbraio, il presidente dell'All India Congress Committe Mallikarjun Kharge ha inviato una lettera al ministero delle ferrovie, sottolineando la necessità da parte del governo di implementare sistemi di allarme e misure di sicurezze più efficaci. Secondo la lettera, il Sampark Kranti Express, treno numero 12649, era destinato a percorrere una linea principale dove si trovava un treno merci dopo un errato intervento di segnalazione. Il macchinista è riuscito a "evitare un grave incidente" dopo essersi accorto dell'errore, si legge nella lettera.
Anche l'ex ministro delle ferrovie ha aspramente criticato il governo per la mancata introduzione di sistemi anti-collisione nei treni.

## Indagini
Un'indagine preliminare, condotta dai funzionari della divisione ferroviaria di Kharagpur, ha accertato che sul luogo dell'incidente si erano verificati i seguenti fatti:
- Il Coromandel Express si stava dirigendo verso Chennai su una linea diretta a sud a una velocità di 128 km/h e inizialmente gli era stato dato il segnale di procedere sulla linea principale. Tuttavia, per ragioni ignote, il segnale fu tolto per la linea principale e il binario fu commutato in una linea ad anello adiacente la linea principale.[23]
- Il Coromandel Express urtò quindi la parte posteriore di un treno merci fermo che si trovava sulla linea ad anello. Questo portò la locomotiva del Coromandel Express a scavalcare il vagone del treno merci, causando il deragliamento delle 22 carrozze del Coromandel Express.
- Nel frattempo, il Bengaluru-Howrah Express, che si stava dirigendo verso Howrah sulla linea nord a una velocità di 126 km/h, stava superando il Coromandel Express nella direzione opposta. Al momento dell'incidente, la maggior parte delle carrozze del Bengaluru-Howrah Express, aveva superato l'altro treno.
- Quando il Coromandel Express venne deragliato, tre delle sue carrozze colpirono le ultime due carrozze del Bengaluru-Howrah Express; queste cinque carrozze hanno registrato il maggior numero di vittime.

Le autorità ferroviarie hanno dichiarato che il sistema anticollisione non era ancora stato installato sul binario in cui è avvenuta la collisione, nonostante ci fossero state delle segnalazioni in merito nei 6 mesi precedenti l'incidente.
Infatti, nel febbraio 2023, il direttore operativo principale della South Western Railways aveva scritto alle autorità dopo che il treno Yesvantpur-Hazrat Nizamuddin Sampark Kranti Express era sfuggito per poco a una collisione. Aveva avvertito circa il fatto che ci sarebbero stati dei deragliamenti se le carenze e i difetti del sistema di segnalazione non fossero stati risolti.
Nel dicembre 2022 l'Autorità Indiana di Revisione dei Conti aveva pubblicato un report sui deragliamenti ferroviari, segnalando come le Ferrovie Indiane soffrissero di una carenza di personale tecnico e che ciò avrebbe creato problemi per la qualità della manutenzione. Il report inoltre affermava che negli ultimi quattro anni i fondi per la sicurezza ferroviaria erano stati inferiori all'obiettivo prefissato e che erano stati utilizzati impropriamente per l'acquisto di elettrodomestici, mobili e abiti. Il rapporto contraddiceva le affermazioni delle Ferrovie indiane, secondo cui l'incidente era un caso isolato e non parte di un generale problema di sicurezza ferroviaria.
Il 4 giugno il ministro delle ferrovie Ashwini Vaishnaw dichiarò che un "cambiamento nell'interblocco elettronico", un errore nei segnali elettronici, aveva causato l'incidente.
Vaishnaw ha anche suggerito che qualcuno abbia manomesso le rotaie dei binari come atto di sabotaggio. Un controllore ha affermato che questo scenario era "estremamente improbabile" a causa dei tempi ristretti; in genere i binari vengono impostati nella direzione corretta, dopo aver ricevuto il segnale che il treno ha superato la stazione precedente, e, una volta impostati, i binari non possono essere modificati per almeno due minuti.
Alla velocità a cui viaggiava il treno, ci sarebbero voluti 141 secondi per raggiungere la stazione di Bahanaga Bazar dalla stazione precedente (Panpana), lasciando meno di 20 secondi a un potenziale sabotatore per effettuare la modifica. L'alterazione dei binari richiederebbe anche la complicità del capostazione. In ogni caso, anche se i binari fossero stati invertiti, rimane la questione del segnale di via libera per il proseguimento del treno.